# Ayarahalli, Hunsur
Ayarahalli là một làng thuộc tehsil Hunsur, huyện Mysore, bang Karnataka, Ấn Độ.